# إسحاق إي. أفيري
إسحاق إي. أفيري (بالإنجليزية: Isaac E. Avery)‏ هو ضابط أمريكي، ولد في 20 ديسمبر 1828 في مقاطعة بورك في الولايات المتحدة، وتوفي في 3 يوليو 1863 في جيتيسبيرغ في الولايات المتحدة.